# Архелаида
Архелаи́да (греч. Άρχελαίς, араб.: Хирбет аль-Бейудат) — остатки древнего города в Иорданской долине, в 12 км севернее Иерихона, на 311-м километре 90-го шоссе. На мозаичной карте Мадабы он представлен в виде ворот в окружении двух башен.

## История
Город был основан этнархом Иродом Архелаем, сыном Ирода I Великого и был назван в его честь. Иосиф Флавий в своих сочинениях упоминает Архелаиду как место, «где находились огромные плантации пальм с наилучшими плодами». Плиний Старший называет Архелаиду наряду с  Фазаелидой и Ливиадой, другими городами в Иорданской долине.
Архелаида продолжала процветать при римлянах и в Византийскую эпоху. Город стал центром епископства, представители которого принимали участие в Константинопольских синодах 448, 449 гг. и в Халкедонском соборе 451 г..
После Арабского завоевания Палестины город пришёл в упадок и был покинут жителями.

## Археология
В 1986 году, в ходе археологических раскопок на Хирбет аль-Бейудат были исследованы остатки византийской церкви (23.6 х 15.5 м), построенной в форме базилики и разделённой на три части двумя рядами колонн. Стены церкви сложены из известняковых блоков, обработанных с внешней стороны (за исключением южной стены). Полы выложены цветной мозаикой: рисунок, в основном, представлял собой геометрические узоры, и только в апсиде - растительный орнамент: виноградные лозы с гроздьями, вырастающие из амфор.
Было обнаружено пять мозаичных надписей, большинство из которых – посвящения, и лишь одна из них, находящаяся в апсиде, дает возможность определить время постройки церкви:
Во время чуткого правления господина нашего Флавия Юстина написано это 12 ноября четвёртого года индикции, а мозаика выполнена благодаря Авусову, священнику, любящего Бога, и Елисею, сыну Сеура, сына Салмана, и Стефану, и Георгию.

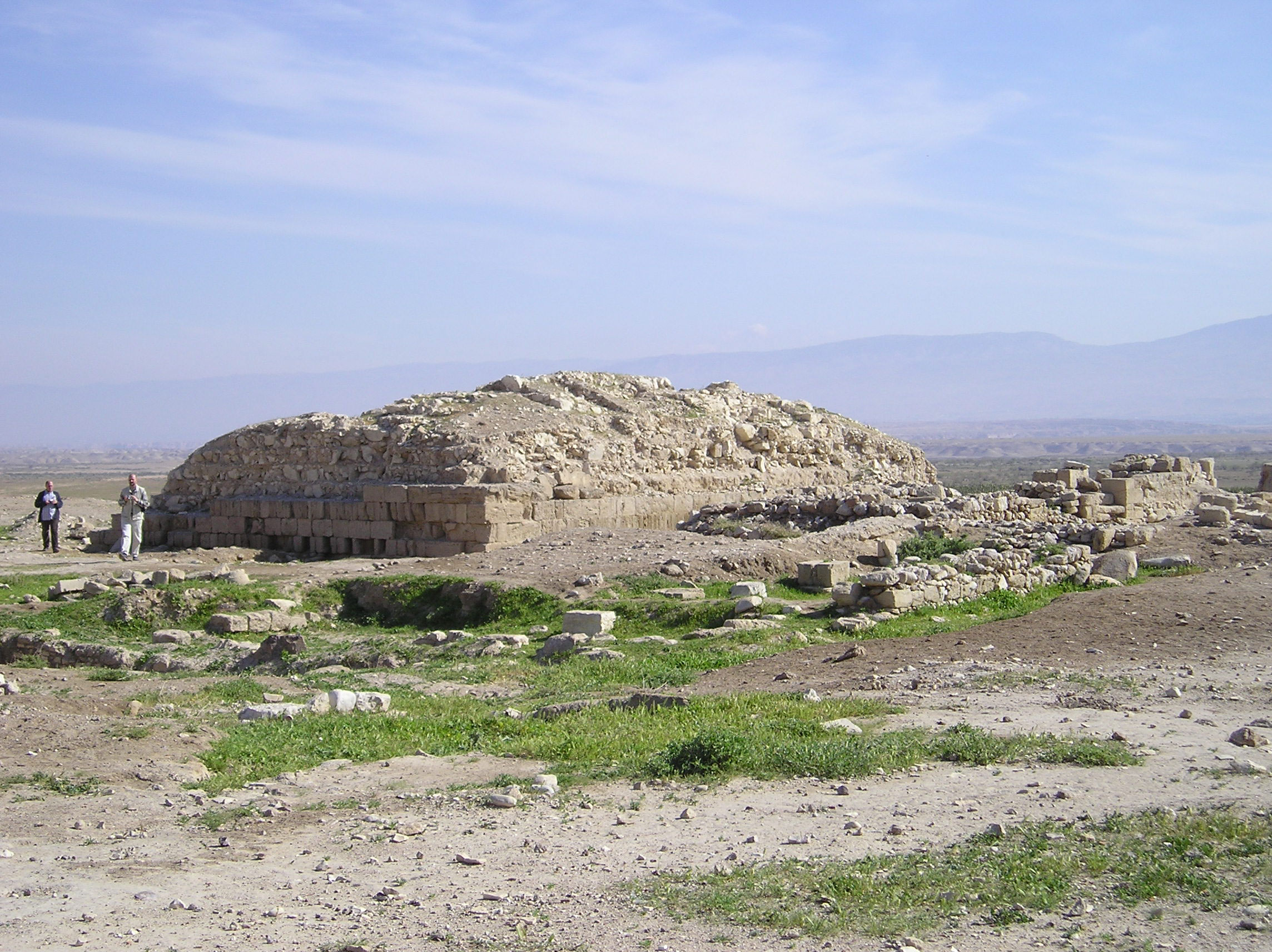
Донжон в Архелаиде

Значит, строительство церкви можно датировать 570–571 гг., в период правления византийского императора Юстина II, племянника и преемника Юстиниана I. В непосредственной близости от церкви были найдены монеты, которые датируются I–II веками нашей эры.